# 汤米·泰勒
汤米·泰勒（英語：Thomas "Tommy" Taylor，1932年1月29日—1958年2月6日），是一名已经去世的英格兰职业足球运动员，成名于曼联队，司职中锋，头球能力闻名足坛。他是获得英格兰联赛二连冠的巴斯比宝贝中知名度仅次于邓肯·爱德华兹的球星，但是却与其他七名队友一起在慕尼黑空难中丧生。

## 生涯
泰勒少年时在家乡巴恩斯利的一支由煤矿工组建的业余球队踢球，但是年仅16岁就被巴恩斯利队的球探相中，成为职业球员。1953年，他以创当时世界足球转会纪录的29999英镑转会到曼联队，成为传奇主帅马特·巴斯比手下的主力。之所以出现29999这样的数字，主要是因为巴斯比不希望泰勒背上全世界第一个三万镑身价的球员的心理包袱。
泰勒很快在曼联奠定主力位置，并帮助球队连续夺得了1955/56和1956/57赛季的英格兰甲级联赛冠军，并巩固了在英格兰国家队的地位。他为英格兰队上场19次，居然攻入了16个进球，进球率高得惊人。1957年，意大利国际米兰居然提出了当时仿佛天文数字的65000镑收购泰勒，但是被巴斯比拒绝。
1958年2月6日，泰勒与曼联其他成员的座机遭遇慕尼黑空难，泰勒当场死亡，年仅26岁。他共为曼联出赛191场正式比赛，攻入131球。